# 落花流水 (中森明菜の曲)
「落花流水」（らっかりゅうすい）は、日本の歌手中森明菜の楽曲。この楽曲は中森の45枚目のシングルとして、2005年12月7日にユニバーサルシグマよりリリースされた (12cmCD: UMCK-5136)。

## 背景
「落花流水」は、2006年1月11日発売のベスト・アルバム『BEST FINGER 25th anniversary selection』からの先行シングルとして2005年12月に発売された。まず、2005年12月7日にCDシングル (12cmCD: UMCK-5136)でリリースされ、その1週間後となる2005年12月14日にデジタル・ダウンロードでもリリースされた。同曲は、2006年6月21日発売のスタジオ・アルバム『DESTINATION』にてアルバムバージョンでも収録されている。本作は、前作「初めて出逢った日のように」からおよそ1年5か月ぶりのシングル・リリースとなった。また、「赤い花」と「初めて出逢った日のように」はそれぞれ別タイトルで別歌詞であるが同じメロディであったことから、新曲としては、「赤い花」以来およそ1年7か月ぶりということにもなった。本作のプロデュースは、中森が担当した。この楽曲は、松本隆が作詞し、林田健司が作曲を手掛け、坂本昌之が編曲を務めた。本曲は、テレビ東京系の新春ワイド時代劇『天下騒乱〜徳川三代の陰謀』の主題歌に使用された。本曲用の映像資料も作られている。2006年1月14日放送のフジテレビ系音楽番組『ミュージックフェア』で本曲を歌唱披露した。
シングル盤「落花流水」の2曲目には、1986年のシングル「DESIRE -情熱-」の2005年新録バージョンが収録された。このバージョンの編曲は、上杉洋史が手掛けた。同新録楽曲は、「落花流水」に続きベスト・アルバム『BEST FINGER 25th anniversary selection』からの先行シングルカットで、過去のシングルをカップリング楽曲としたのは本作が初のことである。

## 批評
『CDジャーナル』は「落花流水」について、流水にたなびく花を男女関係の比喩として表現していると松本隆の歌詞について指摘し、中森の歌唱と楽曲については、艶のある歌唱であり、異郷の雰囲気を作り出す楽曲と演奏との調和が圧巻と批評した。

## チャート成績
この楽曲は、オリコン週間シングルチャートの2005年12月19日付で初登場し、最高順位43位を記録した。同チャートには、計4週に渡ってランクインしている。

## 収録曲
| #         | タイトル                                            | 作詞      | 作曲           | 編曲      | 時間  |
| --------- | --------------------------------------------------- | --------- | -------------- | --------- | ----- |
| 1.        | 「落花流水」                                        | 松本隆    | 林田健司       | 坂本昌之  | 4:08  |
| 2.        | 「DESIRE -情熱-」(2005年ヴァージョン)               | 阿木燿子  | 鈴木キサブロー | 上杉洋史  | 4:23  |
| 3.        | 「落花流水」(instrumental)                          |           |                |           | 4:07  |
| 4.        | 「DESIRE -情熱-」(2005年ヴァージョン・instrumental) |           |                |           | 4:23  |
| 合計時間: | 合計時間:                                           | 合計時間: | 合計時間:      | 合計時間: | 17:01 |

## クレジット
- Produced by 中森明菜[2]
- 参加ミュージシャン[12]
  - プログラミング: 坂本昌之
  - ギター: 古川望
  - ストリングス: 弦一徹ストリングス

## 収録アルバム
- 『BEST FINGER 25th anniversary selection』

## セルフカバー
- 「落花流水」の作曲を手掛けた林田が、2009年7月に発売したアルバム『WORKS』(CD: BNKJ-0011)にて、この楽曲をセルフカバーしている[14]。